# Arrondissement de Stolp
L'arrondissement de Stolp, est jusqu'en 1945 un arrondissement prussien au sein du district de Köslin de la province prussienne de Poméranie, dans l'Empire allemand. Son chef-lieu d'arrondissement, Stolp, constitue à partir de 1898 un arrondissement urbain (de) à part entière. L'ancien arrondisement se trouve aujourd'hui en grande partie dans le powiat de Słupsk, dans la voïvodie polonaise de Poméranie.

## Histoire

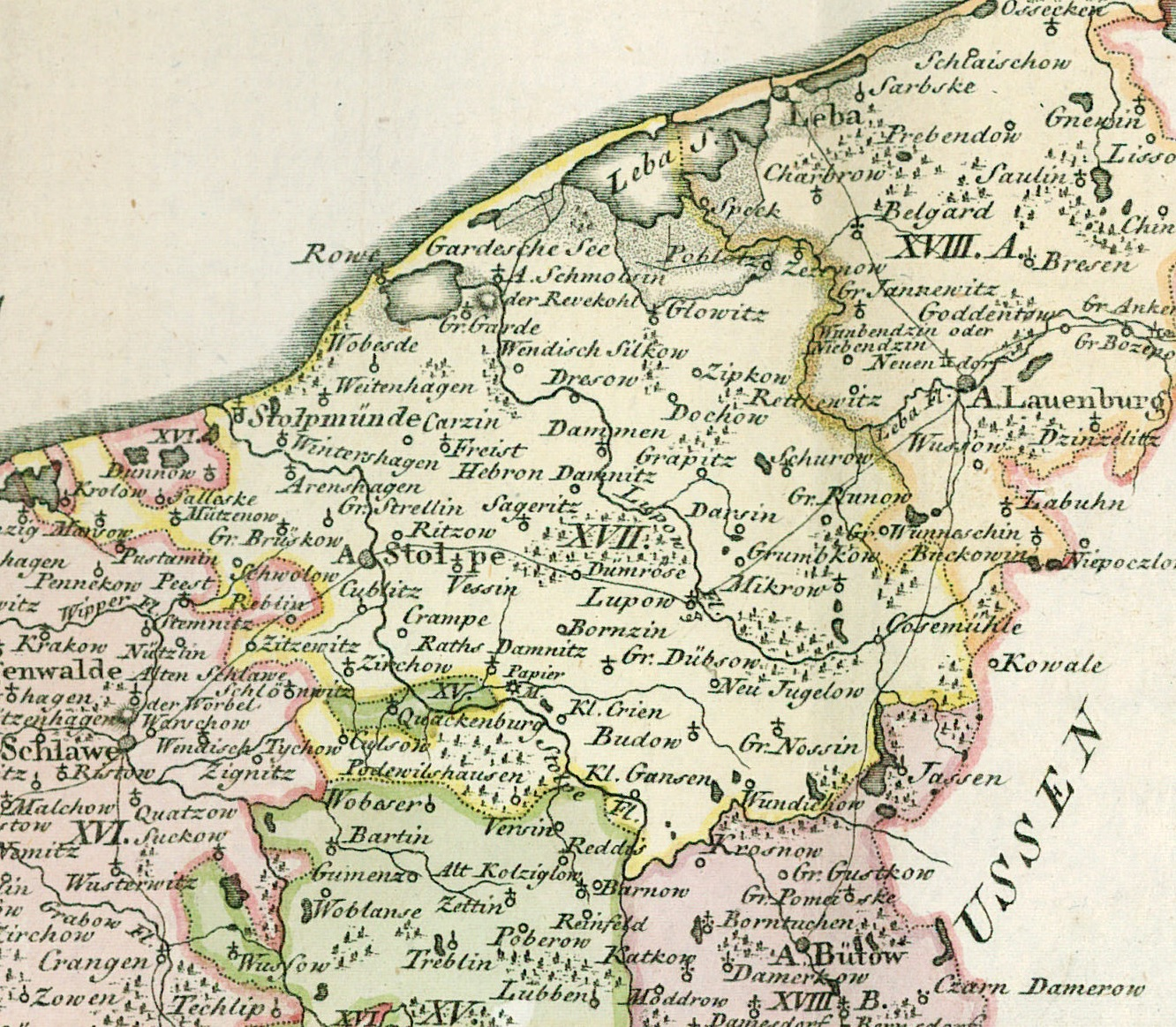
L'arrondissement de Stolp au XVIIIe siècle.

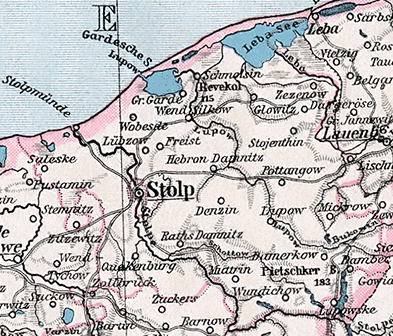
L'arrondissement en 1905

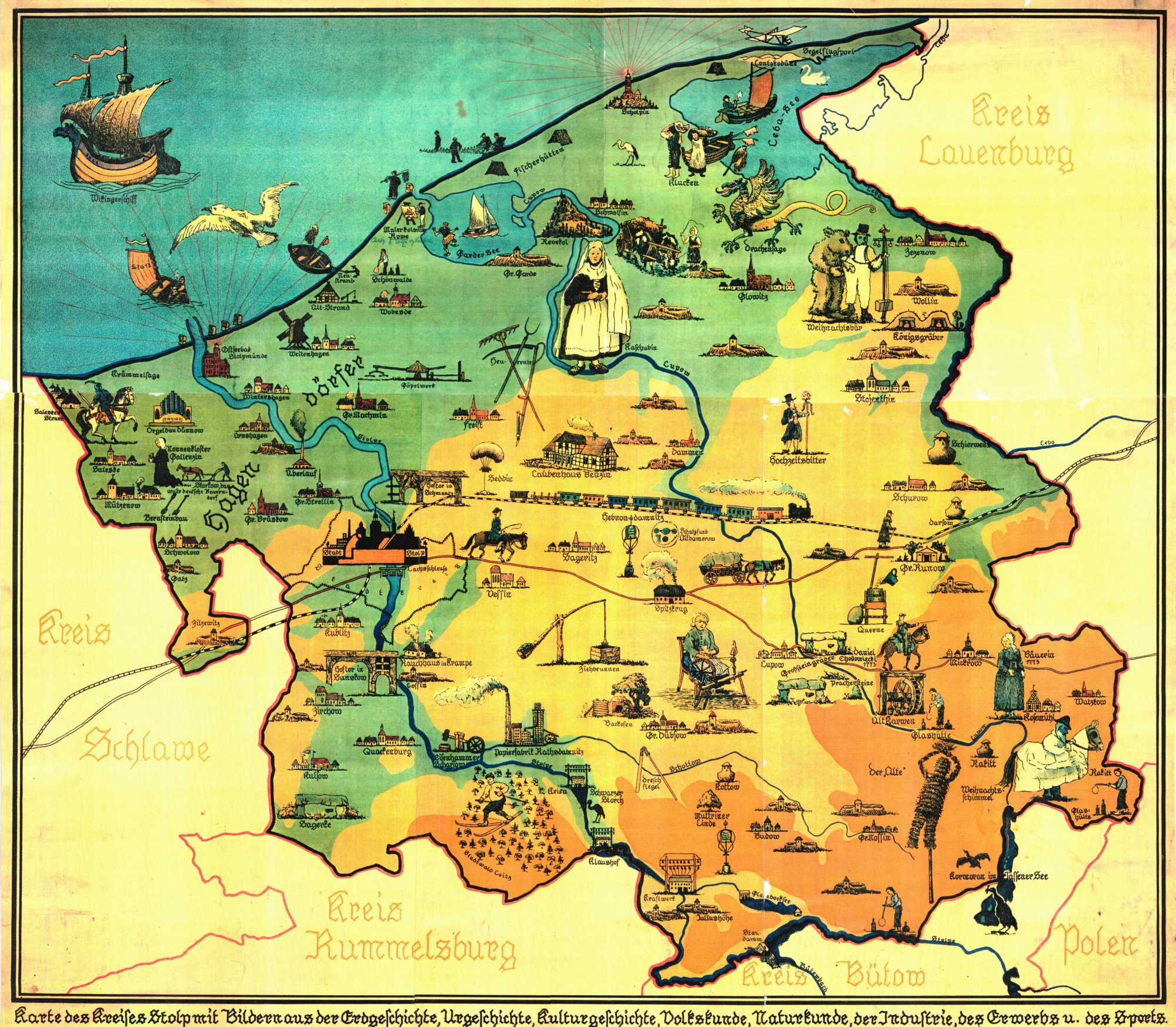
Représentation de l'arrondissement par Rudolf Hardow

Après le passage de la Poméranie-Occidentale dans le giron du Brandebourg-Prusse en 1648, le bailliage médiéval de Stolp devient l'arrondissement de Stolp. Lors de la réforme du district de Poméranie occidentale de 1724, le district reste inchangé. Au XVIIIe siècle, l'arrondissement comprend la ville de Stolp, les bureaux royaux de Schmolsin et de Stolp ainsi qu'un grand nombre de villages et de domaines nobles,.
À la suite de l'ordonnance prussienne sur les autorités provinciales du 30 avril 1815, l'arrondissement devient une partie du district de Köslin dans la province de Poméranie. La délimitation de l'arrondissement n'est pas modifiée lors de la réforme des arrondissements de Poméranie de 1818,.
En 1871, l'arrondissement comprend la ville de Stolp, 170 communes rurales et 177 districts de domaine.
Le 10 août 1876, les limites des arrondissements sont modifiées pour supprimer plusieurs enclaves :
- Les communes de Kunsow, Quackenburg et Scharsow, ainsi que les districts de domaine du même nom passent de l'arrondissement de Rummelsburg à celui de Stolp.
- Les communes de Dünnow, Lindow, Muddel et Saleske ainsi que les districts de domaine du même nom sont transférés de l'arrondissement de Schlawe (de) à celui de Stolp.
- En contrepartie, les communes de Görshagen, Marsow, Schlackow et Vietzke (de), ainsi que les districts de domaine du même nom passent de l'arrondissement de Stolp à celui de Schlawe.

Le 1er avril 1898, la ville de Stolp quitte l'arrondissement et forme ensuite son propre arrondissement urbain. Le 30 septembre 1929, une réforme territoriale a lieu dans l'arrondissement de Stolp, comme dans le reste de l'État libre de Prusse, au cours de laquelle tous les districts de domaine indépendants sont dissous et attribués à des communes voisines.
Au printemps 1945, le territoire de l'arrondissement de Stolp est occupé par l'Armée rouge. Après la fin des combats de la Seconde Guerre mondiale, le territoire de l'arrondissement est confié à l'administration de la République populaire de Pologne par les forces d'occupation soviétiques. Par la suite, la population locale est expulsée de l'arrondissement par l'administration polonaise.

## Évolution de la population
Parmi les habitants du district, il y a encore en 1867 188 Cachoubes dans quelques villages proches des lacs côtiers et dans le sud-est (Grand Rakitt).
| Année | Habitants | Références |
| ----- | --------- | ---------- |
| 1797  | 34 815    | [ 9 ]      |
| 1816  | 38 107    | [ 10 ]     |
| 1846  | 70 284    | [ 11 ]     |
| 1871  | 91 788    | [ 7 ]      |
| 1890  | 98 762    | [ 12 ]     |
|       |           |            |
| 1900  | 75 310    | [ 12 ]     |
| 1910  | 77 629    | [ 12 ]     |
| 1925  | 84 020    | [ 12 ]     |
| 1933  | 83 730    | [ 12 ]     |
| 1939  | 82 287    | [ 12 ]     |

La ville de Stolp est détachée de l'arrondissement de Stolp en 1898.

## Politique

### Administrateurs
- ?–1694 : Kaspar Ewald von Massow (de) (1629/1639–1694)

(...)
- 1724–1740 : Bogislaw Ulrich von Puttkamer (de) (~1690–1740)
- 1740–1771 : Alexander Dietrich von Puttkamer (de) (1712–1771)
- 1771–1806 : Friedrich Bogislaw von Puttkamer (de) (1732–1806)
- 1806–1818 : Leopold Nicolaus George von Zitzewitz (de) (1761–1818)
- 1818–1824 : Carl Christoph Ludwig von Kösteritz
- 1824–1831 : von Below
- 1831–1848 : Christian Ludwig Friedrich von Gottberg (de) (1789–1850)
- 1853–1873 : Hans Hugo Erdmann von Gottberg (de) (1812–1890)
- 1875–1885 : Bernhard von Richthofen (1836–1895)
- 1886–1898 : Richard von Puttkamer (de) (1826–1898)
- 1899–1905 : Kurt von Schmeling (de) (1860–1930)
- 1905–1906 : Karl Bonaventura Finck von Finckenstein (de) (1872–1950)
- 1907–1918 : Walter von Brüning (de) (1869–1947)
- 1918–1919 : Walter von der Marwitz (de) (1880–1945)
- 1919–1921 : Theodor Kramer (de) (1876–1921)
- 1922–1937 : Friedrich Wilhelm Dombois (de) (1890–1982)
- 1937–1938 : Siegfried von Campe (de) (1885–1972)
- 1938–1944 : Hans Janzen (de) (1885–1944)
- 1944–1945 : Hermann Weißenborn

### Constitution communale
L'arrondissement de Stolp est divisé entre la ville de Stolp, en communes rurales et en districts de domaine. Avec l'introduction de la loi constitutionnelle prussienne sur les communes du 15 décembre 1933 ainsi que le code communal allemand du 30 janvier 1935, le principe du leader est appliqué au niveau municipal. Une nouvelle constitution d'arrondissement n'est plus créée; Les règlements de l'arrondissement pour les provinces de Prusse-Orientale et Occidentale, de Brandebourg, de Poméranie, de Silésie et de Saxe du 19 mars 1881 restent applicables.

## Districts et communes

### Districts
Dans les années 1930, l'arrondissement est divisé en 54 districts officiels.
| - District d'Arnshagen - District de Bandsechow - District de Bewersdorf - District de Bochowke - District de Bornzin - District de Budow - District de Dünnow - District de Gambin - District de Gatz - District de Giesebitz - District de Glowitz - District de Groß Brüskow - District de Groß Dübsow - District de Großendorf - District de Groß Garde - District de Groß Machmin - District de Groß Nossin - District de Groß Silkow | - District de Groß Strellin - District de Grumbkow - District de Hebrondamnitz - District de Klein Gluschen - District de Kose - District de Krampe - District de Kunsow - District de Langeböse - District de Loitz - District de Lossin - District de Lübzow - District de Lüllemin - District de Lupow - District de Mahnwitz - District de Mickrow - District de Mützenow - District de Muttrin - District de Rathsdamnitz | - District de Reitz - District de Ritzow - District de Rumbske - District de Saleske - District de Schmolsin - District de Schurow - District de Schwarz Damerkow - District de Sorchow - District de Starnitz - District de Stojentin - District de Stolpmünde - District de Virchenzin - District de Weitenhagen - District de Wendisch Karstnitz - District de Wintershagen - District de Wobesde - District de Wundichow - District de Zezenow |

### Communes
L'arrondissement de Stolp compte en dernier lieu 193 communes rurales. En 1937, de nombreux changements de nom ont lieu, qui ne sont pas pris en compte dans la liste suivante,:
| - Adlig Kublitz (de) - Alt Damerow - Alt Gutzmerow - Alt Jugelow - Arnshagen - Bandsechow - Beckel - Bedlin - Benzin - Bewersdorf - Birkow - Bochowke - Bornzin - Budow - Daber - Damerkow - Dammen - Dargeröse - Darsin - Darsow - Deutsch Buckow - Deutsch Karstnitz - Deutsch Plassow - Dresow - Dumröse - Dünnow - Flinkow - Freist - Gaffert - Gallensow - Gambin - Gatz - Giesebitz - Glowitz - Gohren - Granzin - Grapitz - Groß Brüskow - Groß Dübsow | - Großendorf - Groß Gansen - Groß Garde - Groß Gluschen - Groß Machmin - Groß Nossin - Groß Podel - Groß Rakitt - Groß Runow - Groß Silkow - Groß Strellin - Grumbkow - Grünhagen - Gumbin - Hebrondamnitz - Hermannshöhe - Hohenstein - Holzkathen - Horst - Jerskewitz - Jeseritz - Karwen - Karzin - Klein Brüskow - Klein Gansen - Klein Garde - Klein Gluschen - Klein Machmin - Klein Nossin - Klein Podel - Klein Rakitt - Klein Silkow - Klein Strellin - Klenzin - Kleschinz - Klucken - Kose - Kottow - Krampe | - Krien - Kriwan - Krussen - Kublitz - Kulsow - Kunsow - Labehn - Labuhn - Labüssow - Langeböse - Lankwitz - Lessaken - Liepen - Lindow - Loitz - Lojow - Lossin - Lübzow - Ludwigslust - Lüllemin - Lupow - Mahnwitz - Malzkow - Mellin - Mickrow - Muddel - Muttrin - Mützenow - Neitzkow - Nesekow - Neu Damerow - Neu Gutzmerow - Neu Jugelow - Neurakitt - Niemietzke - Nippoglense - Poblotz - Podewilshausen - Poganitz | - Pottangow - Quackenburg - Rathsdamnitz - Reitz - Rexin - Ritzow (pl) - Roggatz - Rotten - Rowe - Rowen - Rumbske - Ruschütz - Sageritz - Sagerke - Saleske - Sanskow - Scharsow - Schierwens - Schlochow - Schmaatz - Schmolsin - Schöneichen - Schönwalde - Schorin - Schurow - Schwarz Damerkow - Schwetzkow - Schwolow - Selesen - Sochow - Sorchow - Stantin - Starkow - Starnitz - Steinwald - Stohentin - Stojentin - Stolpmünde - Stresow | - Strickershagen - Überlauf - Ulrichsfelde - Vargow - Varzmin - Veddin - Velsow - Vessin - Viatrow - Vieschen - Vietkow - Vilgelow - Virchenzin - Vixow - Warbelin - Warbelow - Weitenhagen - Wendisch Buckow - Wendisch Karstnitz - Wendisch Plassow - Wendisch Silkow - Wintershagen - Wittbeck - Wittstock - Wobesde - Wollin - Wottnogge - Wundichow - Wutzkow - Zechlin - Zedlin - Zemmin - Zezenow - Zietzen - Zipkow - Zirchow - Zitzewitz |

### Changements de nom
Par décret du président supérieur à Stettin du 29 décembre 1937, des changements de noms de lieux ont lieu dans l'arrondissement de Stolp. Les noms de lieux dont la consonance n'est pas typiquement allemande ont fait l'objet d'adaptations phonétiques, de traductions ou sont remplacés par de nouvelles créations de mots (avec des noms polonais actuels) :
Communes
- Bochowke → Hohenlinde (Pom.), polonais Bochówko
- Deutsch Buckow → Bukau (Pom.), Bukówka
- Deutsch Karstnitz → Karstnitz, Karżniczka
- Deutsch Plassow → Plassow, Płaszewko
- Niemietzke → Puttkamerhof, Podkomorzyce
- Sagerke → Brackenberg, Zagórki
- Viatrow → Steinfurt, Wiatrowo
- Wendisch Buckow → Buchenstein, Bukowa
- Wendisch Karstnitz → Ramnitz, Karznica
- Wendisch Plassow → Plassenberg, Płaszewo
- Wendisch Silkow → Schwerinshöhe, Żelkowo
- Wottnogge → Mühlental (Pom.)., Otnoga

Parties de la commune et lieux de résidence
- Amerika (Gemeinde Giesebitz) → Heidenhof, Ameryka
- Boyrk (Gemeinde  Schorin) → Unterberg, Zagorne
- Buckower Mühle (Gemeinde Wendisch Buckow) → Buchmühle
- Chims (Gemeinde Holzkathen) → Schims
- Czapock (Gemeinde Holzkathen) → Schabbock
- Dambee (Gemeinde Schmolsin) → Eichweide
- Dambee (pl) (Gemeinde Wottnogge) → Eichen, Dąbie
- Gesorke (Gemeinde Lojow) → Kleinwasser, Jeziorka
- Groond (Gemeinde Gambin) → Grund
- Jaggork (Gemeinde Klein Machmin) → Jagen, Gogorki
- Kamillowe (Gemeinde Quackenburg) → Keudellshof, Komiłowo
- Kolischen oder Stregonke (Gemeinde Selesen) → Bismarckstein
- Koloschnitz (Gemeinde Groß Podel) → Riesenhof
- Kutusow (Gemeinde Kose) → Priemfelde, Kotuszewo
- Lesnie (Gemeinde Groß Dübsow) → Berghof, Leśnia
- Mockree (Gemeinde Groß Podel) → Husarenberg, Mokre
- Monbijou (Gemeinde Poganitz) → Bandemersruh, Będziemierki
- Muskowski (Gemeinde Klein Gansen) → Friedrichshöhe, Muskowo
- Niemietzkermühle → Puttkamermühle
- Nimzewe (Gemeinde Muttrin) → Roden, Niemczewo
- Novienne (Gemeinde Groß Runow) → Runow-Forsthof
- Paris oder Paschnik (Gemeinde Giesebitz) → Weidenhof
- Piaschke (Gemeinde Groß Gansen) → Paschke, Piaszki
- Poddamp (Gemeinde Klein Machmin) → Waldhof, Gogorki
- Saviat (Gemeinde Wottnogge) → Seeblick, Zawiaty
- Schottofske oder Schottowske (Gemeinde Groß Nossin) → Schottow, Skotawsko
- Forsthaus Sotocken (Gemeinde Nippoglense) → Forsthaus Krahmerwald, Zatoki
- Swantee (pl) (Gemeinde Lessaken) → Schwansee, Święte
- Vangerske (Gemeinde Groß Runow) → Wiesenberg, Węgierskie
- Wocholz (Gemeinde Muttrin) → Waldesruh, Ochodza
- Wussowske (Gemeinde Groß Nossin) → Waldliebe, Osowskie
- Zerowe (Gemeinde Klein Gansen) → Südhof, Sierówko
- Zerowe (Gemeinde Nippoglense) → Stolpenau, Sierowo

## Transports
Le premier chemin de fer à traverser l'arrondissement d'ouest en est est, à partir de 1870, la ligne Köslin-Stolp-Dantzig (pl) de la Berlin-Stettiner Eisenbahn-Gesellschaft (de). Depuis le chef-lieu de l'arrondissement, la ligne de Prusse-Orientale dessert à partir de 1878 Stolpmünde sur la mer Baltique et Zollbrück.
L'extrême sud-est de l'arrondissement est traversé à partir de 1902 par la ligne Lauenburg-Bütow des chemins de fer d'État de la Prusse, et en 1911, Stolpmünde reçoit une deuxième ligne de chemin de fer vers le chef-lieu d'arrondissement voisin, Schlawe.
L'extension du réseau de petits trains commence en 1894 dans le sud de l'arrondissement avec la ligne Stolp-Rathsdamnitz, créée par la Stolpethalbahn AG (de), prolongée en 1895 jusqu'à Muttrin et finalement en 1906 jusqu'à Budow.
Le nord et le nord-est de l'arrondissement sont d'abord desservis par des chemins de fer à voie étroite (750 mm) de la Stolper Kreisbahn (de). La ligne la plus longue relie Stolp à Dargeröse via Gabel-Wendischsilkow en 1897 et continue jusqu'à Zezenow à partir de 1902. A Wendischsilkow, appelée plus tard Schwerinshöhe, une branche bifurque vers Schmolsin. A partir de 1913, une liaison de Gabel à Stolpmünde s'y ajoute, avec une bifurcation de Kuhnhof à Zietzen. Ces nouvelles lignes sont construites en écartement normal, les tracés existants sont modifiés au cours des années suivantes. À la fin de l'année 1929, la société Stolpethalbahn AG reprend toutes les lignes du Kreisbahn et s'appelle depuis lors Stolper Kreisbahnen AG, jusqu'à ce qu'elle soit absorbée en 1940 par les Pommerschen Landesbahnen (de) nouvellement créés.
L'arrondissement de Stolp, en Poméranie occidentale, est le plus grand de toute la Prusse. Vers 1939, il possède tout de même un réseau ferroviaire de plus de 230 kilomètres, dont plus de la moitié appartient à la Stolper Kreisbahnen AG (de), sur laquelle l'arrondissement peut exercer une influence déterminante en détenant plus de 60 % du capital. Après l'intégration des lignes dans les Pommerschen Landesbahnen (de) à partir du 1er janvier 1940, l'arrondissement participe à cette corporation aux côtés du Land de Prusse et de la province de Poméranie avec près de deux millions de reichmarks, c'est-à-dire avec près de 10 % du capital social.
En 1912, la ville de Stolp ouvre un réseau de tramways électriques à voie métrique, comprenant quatre lignes.